# Осока горная
Осо́ка го́рная (лат. Carex montana) — многолетнее травянистое растение, вид рода Осока (Carex) семейства Осоковые (Cyperaceae).

## Ботаническое описание

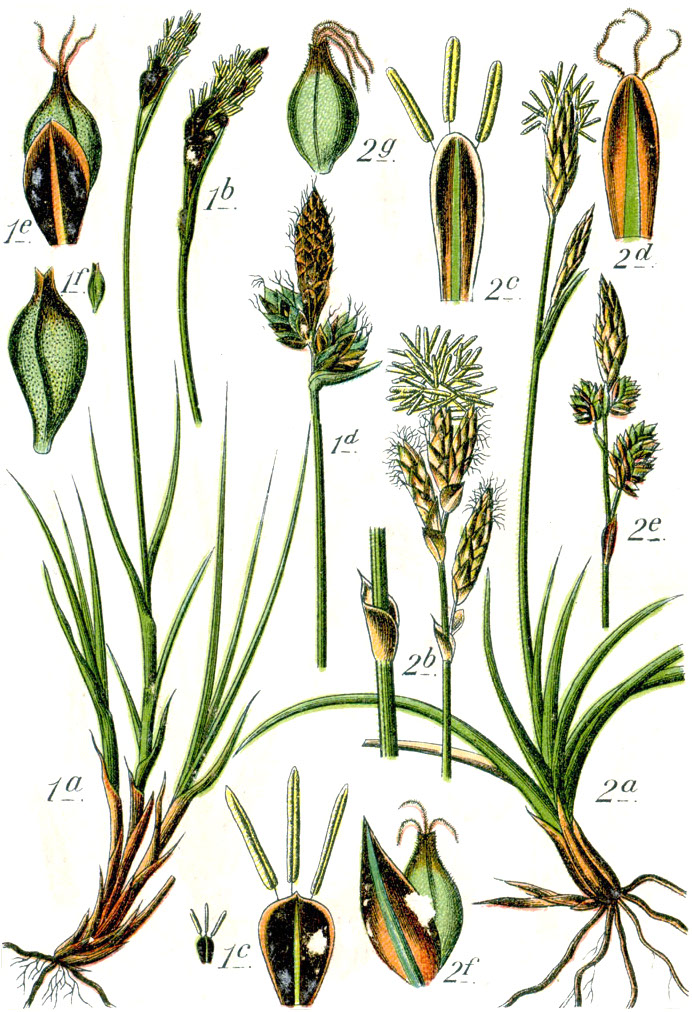
1 — Carex montana

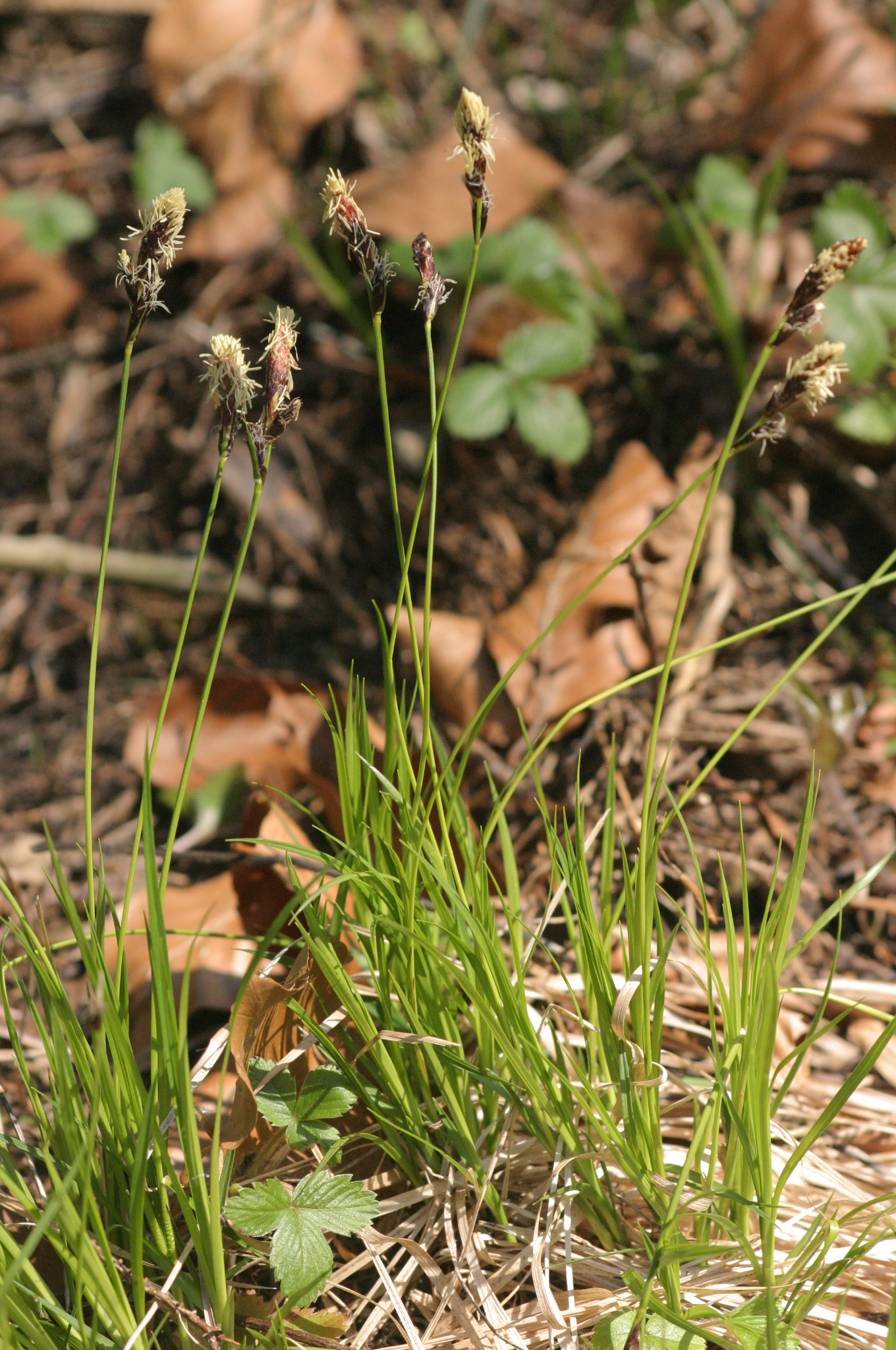
Цветущее растение, Австрия

Ярко-зелёное растение с косо восходящим деревянистым корневищем, образующем густые дерновины.
Стебли изогнутые или извилистые, наверху шероховатые, 10—30 см высотой, одетые при основании красными влагалищами, окружёнными рыжими, курчаво извитыми остатками старых листьев.
Листовые пластинки мягкие, плоские, сверху опушённые, в сухом сосотянии курчаво извитые, коротко заострённые, вполовину короче стебля.
Верхний колосок тычиночный, ланцетный или обратнояйцевидный, 1—2 см длиной, с закруглёнными на верхушке ржаво-бурыми и ржавыми чешуями; остальные — пестичные, в числе 1—2, шаровидные или яйцевидные, сближенные, немногоцветковые и короткие, 0,5—0,8 см длиной, густые, почти сидячие, оттопыренные в сторону, с 8—12(15) мешочками, с тупыми или, редко, с коротким, 0,1—0,5 мм длиной, остроконечием, тёмно-бурыми, с тупым, кверху шероховатым килем, по краю реснитчатыми чешуями короче мешочков. Мешочки в поперечном сечении туповато-трёхгранные, обратнояйцевидные, 3(3,5)—4,5 мм длиной, тонкокожистые, мягко и негусто опушённые, перепончатые, помимо боковых рёбер с 2—3 книзу утолщёнными жилками, бледно-зелёные, позже желтоватые, с очень коротким, 0,2—0,3 мм длиной, слабо выемчатым ржаво-бурым, наверху бело-перепончатым носиком. Нижний кроющий лист чешуевидный, с щетиновидной верхушкой, короче соцветия.
Плодоносит в апреле—мае.
Вид описан из Европы.

## Распространение
Северная Европа: юг Швеции; Атлантическая, Центральная и Южная Европа; Прибалтика; Европейская часть России: Псковская область, верховья Днепра и Волги, Средний и Южный Урал, бассейн Волги и Дона, Заволжье; Украина: Карпаты, средняя часть бассейна Днепра; Молдавия; Кавказ: озеро Медвежье; Западная Сибирь: окрестности Туринска, окрестности Екатеринбурга, север Курганской области.